# 大薩爾湖

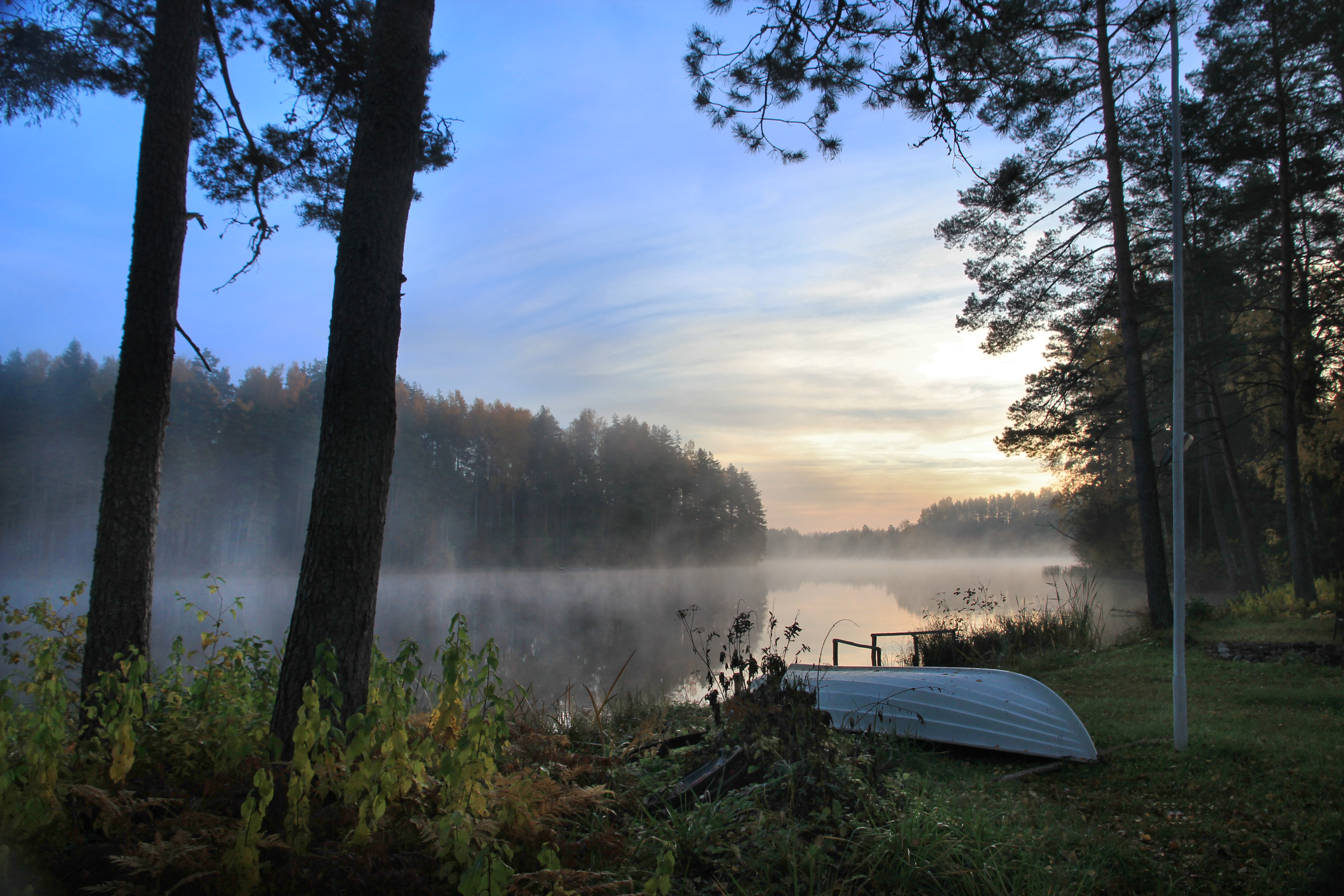

大薩爾湖是愛沙尼亞的湖泊，由沃魯縣負責管轄，長0.8公里、寬0.3公里，面積0.11平方公里，平均水深3.8米，最大水深5.5米，該湖東面有一個小型島嶼。